# اینوود (فلوریدا)
اینوود (به انگلیسی: Inwood) یک منطقهٔ مسکونی در ایالات متحده آمریکا است که در شهرستان پولک، فلوریدا واقع شده‌است. اینوود ۵٫۲ کیلومتر مربع مساحت و ۶٬۹۲۵ نفر جمعیت دارد و ۴۴ متر بالاتر از سطح دریا قرار دارد.